# دار القائد نسيم شمامة

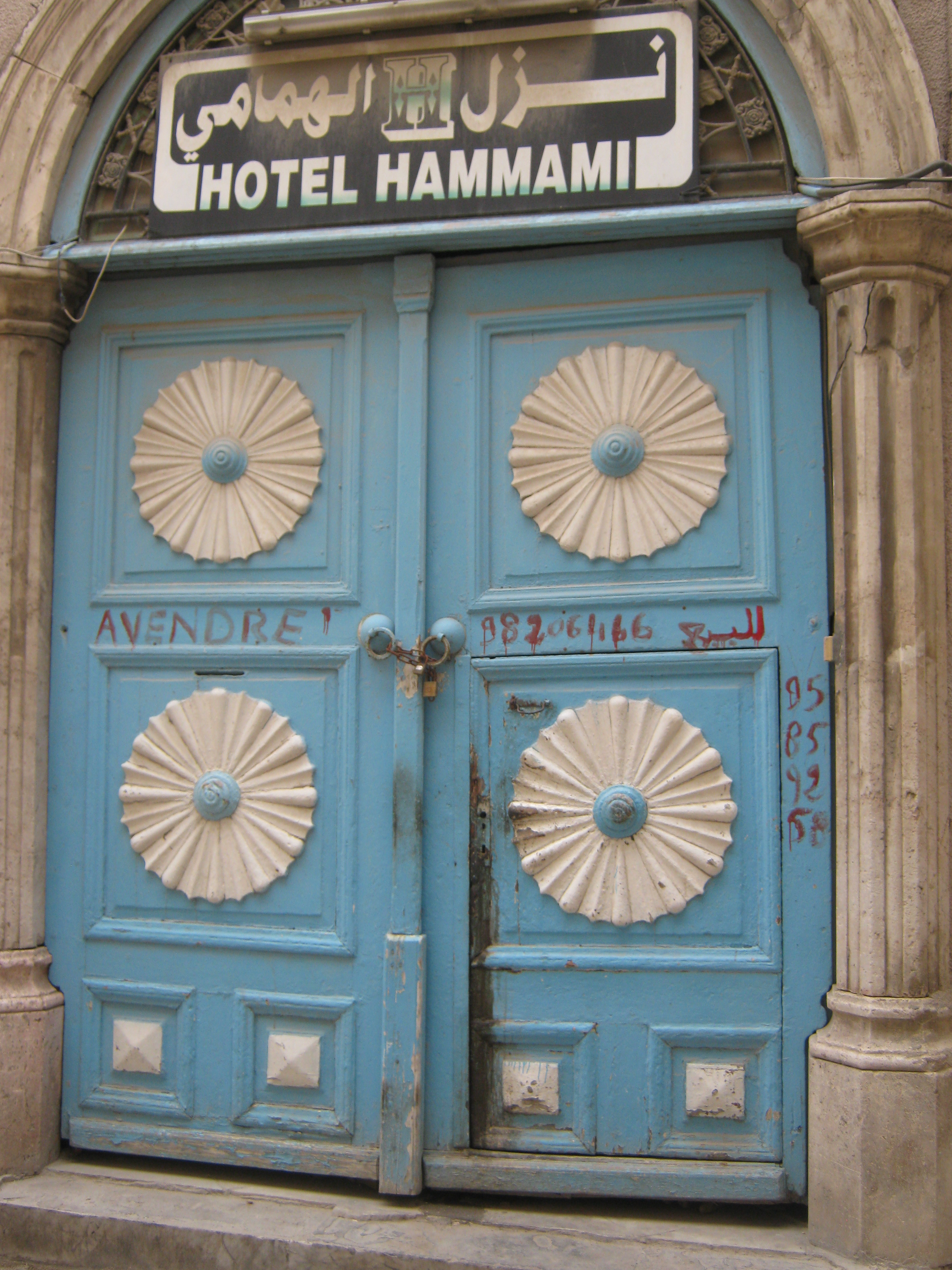
قصر القائد نسيم شمامة

دار القائد نسيم شمامة هي قصر من قصور مدينة تونس العتيقة، توجد حاليّا بالحفصيّة التي كانت تسمّى قديما الحارة.

## الموقع
يقع القصر قرب القلالين، باب قرطاجنة و الحفصية، بنهج المشنقة.

## التاريخ
سنوات 1860 افتتح قائد اليهود و قابض مال الدّولة، نسيم شمامة هذا السّكن، وسنة 1881، حوّله الاتحاد الإسرائيلي العالمي إلى مدرسة للبنات.

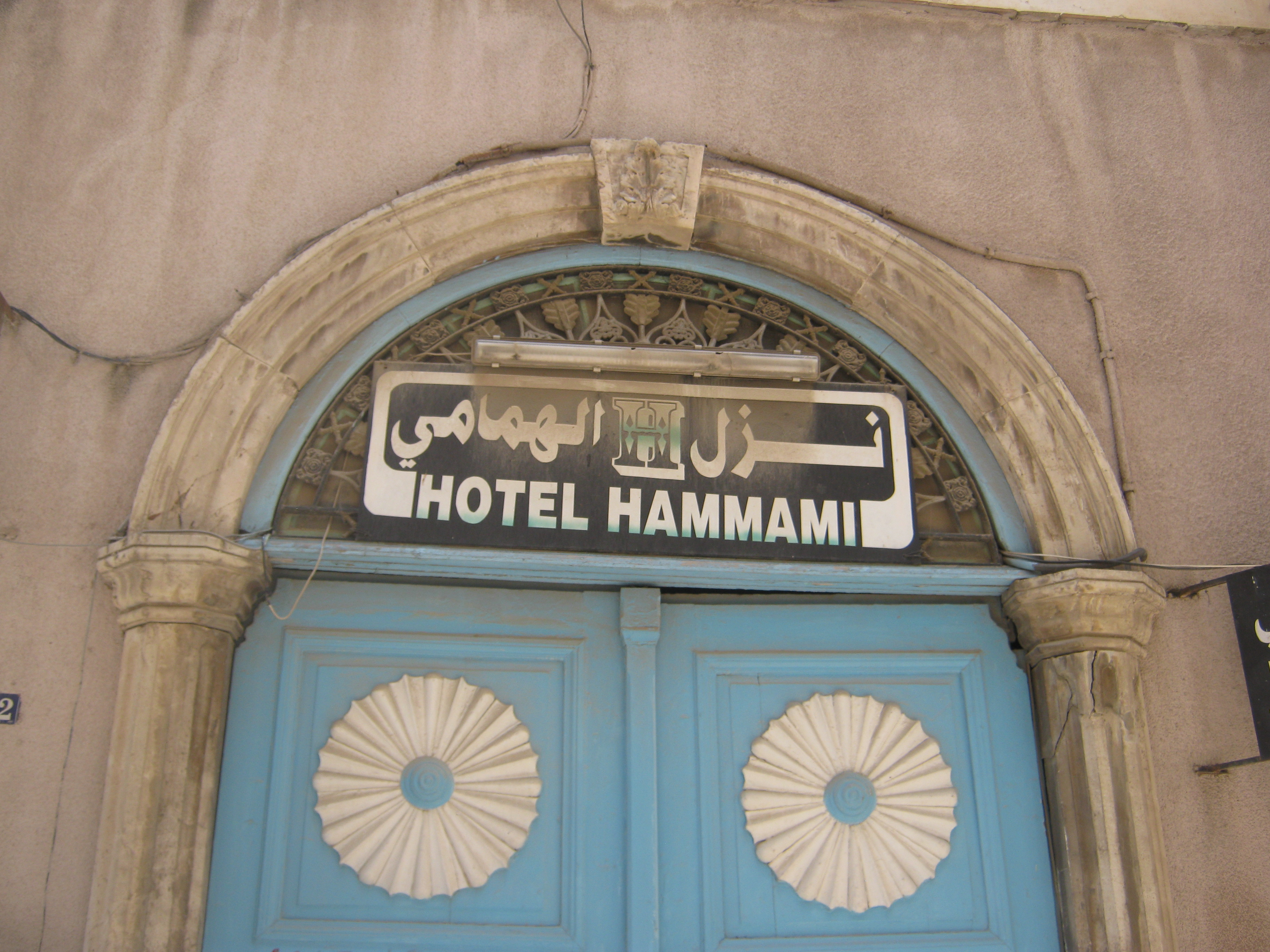
مدخل القصر
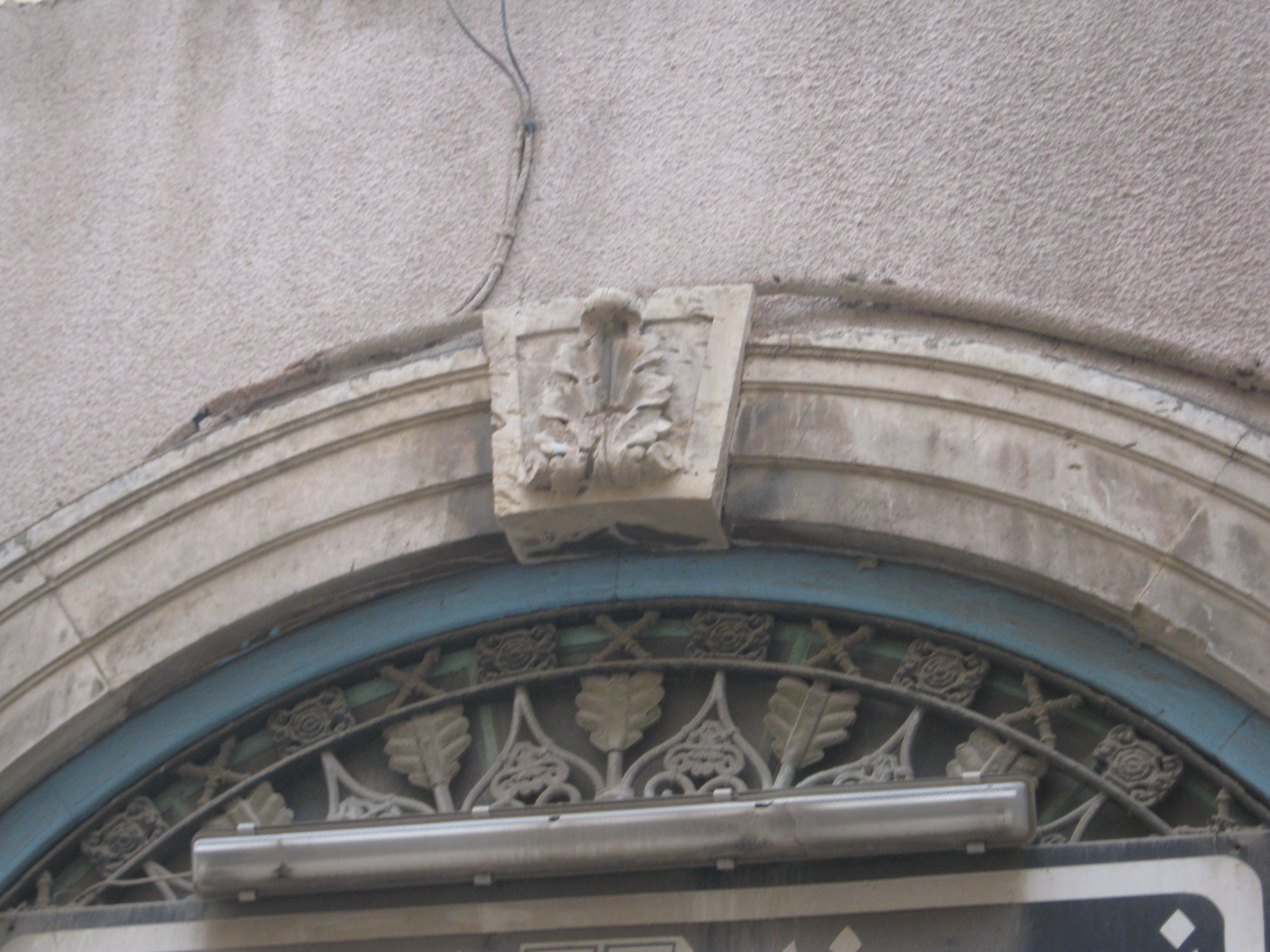
نقش بمدخل قصر نسيم شمامة
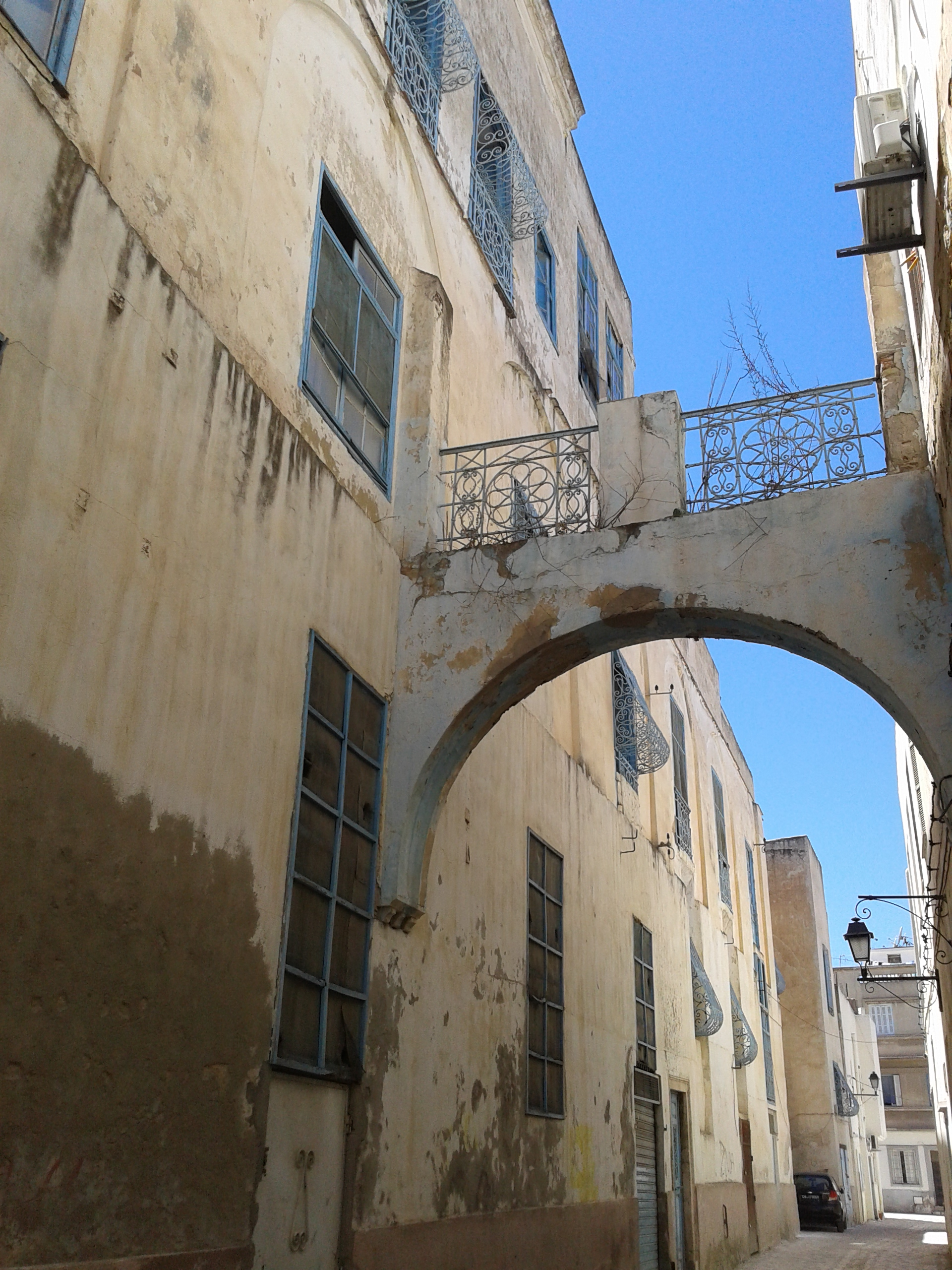
نهج المشنقة
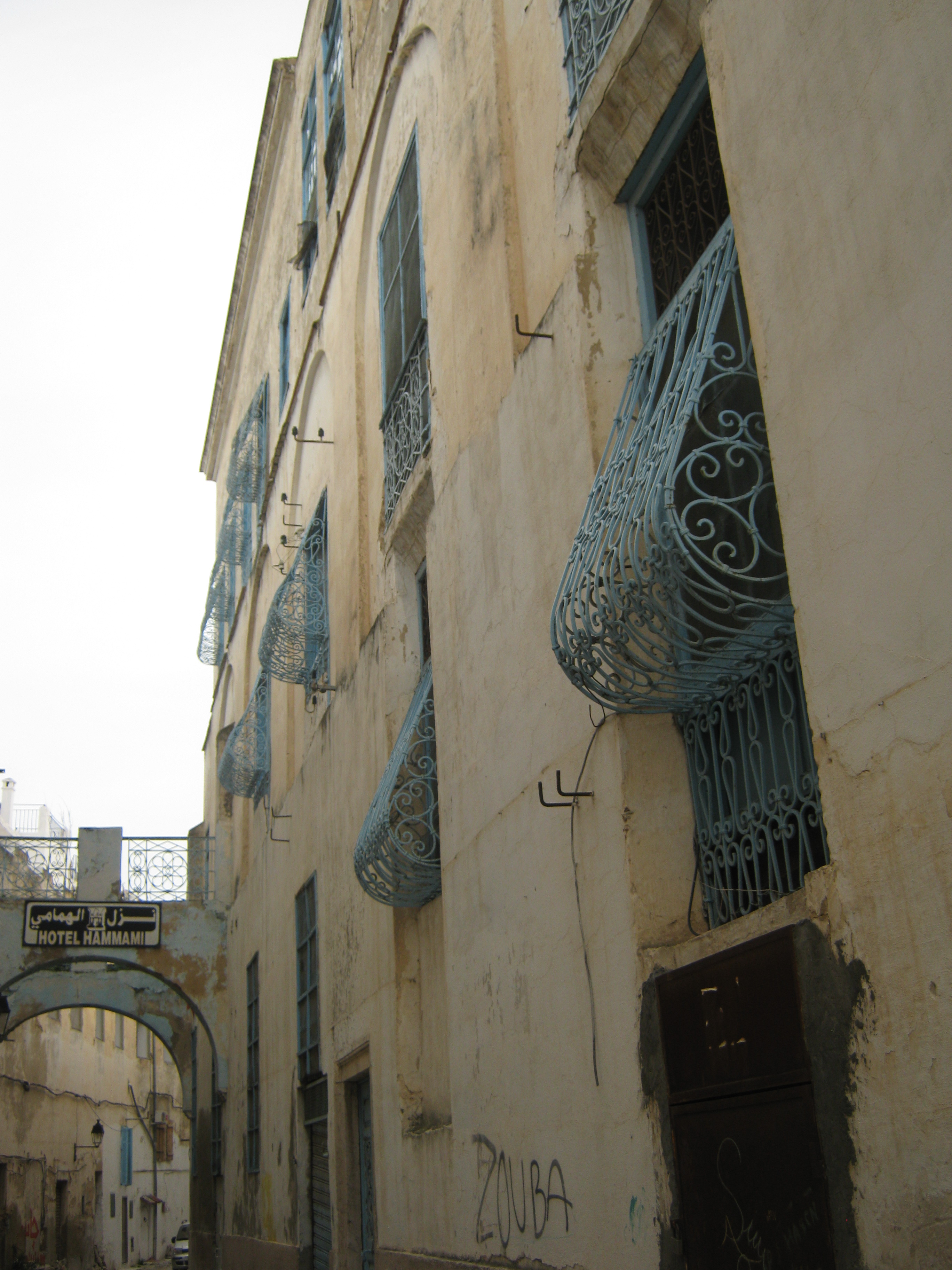
واجهة القصر